# Antónia Mesina
Antónia Mesina (Orgosolo, 21 de junho de 1919 – Orgosolo, 17 de Maio de 1935), era uma jovem católica romana italiana e membra da Ação Católica. Mesina foi assassinada durante uma tentativa de estupro em meados de 1935, vindo a ser golpeada 74 vezes por uma pedra.
Sua causa de beatificação começou sob o pontificado de João Paulo I, em 22 de setembro de 1978. Após ser atestado seu martírio "in defensum castitatis", foi beatificada pelo Papa João Paulo II em 4 de outubro de 1987.

## Vida
Antonia Mesina nasceu em 21 de junho de 1919 como a segunda de dez filhos do pobre policial Agostino Mesina e Grazia Rubanu. Ela foi batizada na igreja paroquial de São Pedro. Ela recebeu sua confirmação em 10 de novembro de 1920 e recebeu sua primeira comunhão em 1926 do bispo local.
Depois de completar sua educação inicial - que durou um breve período de tempo - ela assumiu as tarefas domésticas para ajudar sua mãe acamada que sofria de um problema cardíaco. Ela cuidava da casa, incluindo cuidar de seus irmãos, além de cozinhar, limpar e lavar. Mesina se juntou ao movimento da Ação Católica em 1929 e se tornou uma recrutadora notável. Mesina gostava de fazer parte desse movimento e acreditava que ele "ajuda a ser bom".
Mesina partiu para a missa uma manhã com uma amiga e depois disso foi buscar lenha em meados de 1935, quando o adolescente Ignazio Catigu (1916-1935) a agrediu e tentou estuprá-la. Sua amiga gritou e saiu correndo para procurar ajuda. Mesina conseguiu escapar duas vezes, mas na terceira tentativa foi derrubado. Mesina se defendeu e foi assassinada porque resistiu aos seus avanços e foi atingida por uma pedra 74 vezes. Seus restos mortais foram examinados após sua morte e foi descoberto que ela não havia sido violada durante ou após o ataque violento. O último golpe para ela quebrou o crânio e desfigurou seu rosto. Catigu foi logo preso e em 27 de abril de 1937 condenado à morte; o pelotão de fuzilamento o executou no dia 5 de agosto seguinte.
Em 5 de outubro de 1935, o membro da Ação Católica Venerável Armida Barelli - que havia se encontrado com Mesina uma vez - se encontrou com o Papa Pio XI e o informou sobre o ativismo de Mesina e seu assassinato.

## Beatificação
O processo de beatificação foi iniciado em 22 de setembro de 1978 sob o Papa João Paulo I e Mesina passou a ser intitulado Servo de Deus depois que a Congregação para as Causas dos Santos emitiu o "nihil obstat" oficial para a causa. A causa começou na Diocese de Nuoro em 17 de abril de 1979 depois que Dom Giovanni Melis Fois inaugurou o processo cognitivo e depois o fechou em 11 de março de 1985, antes que a causa recebesse a validação do CCS em 7 de março de 1986.
A postulação que supervisionava a causa compilou e enviou o dossiê Positio ao CCS em 1986 para avaliação, o que permitiu aos teólogos revisá-lo e aprová-lo em 13 de janeiro de 1987, com o CCS fazendo o mesmo em 7 de março de 1987. O Papa João Paulo II aprovou o fato de que Mesina morreu "in defensum castitatis" em 8 de maio de 1987 e, portanto, aprovou sua beatificação. João Paulo II beatificou Mesina em 4 de outubro de 1987 na Praça de São Pedro.